# Дойбани II
Дойбани II (рос. Дойбаны II; рум. Doibani II) — село в Дубоссарському районі в Молдові (Придністров'ї). Розташоване на річці Ягорлик. Входить до складу Дойбанської сільської ради (центр Дойбани I).
Станом на 2004 рік у селі проживало 56,4% українців.